# Крива-Бара (Монтанская область)
Крива-Бара (болг. Крива бара) — село в Болгарии. Находится в Монтанской области, входит в общину Брусарци. Население составляет 1 106 человек.

## Политическая ситуация
В местном кметстве Крива-Бара, в состав которого входит Крива-Бара, должность кмета (старосты) исполняет Петыр Борисов Спасов (коалиция в составе 2 партий: Граждане за европейское развитие Болгарии (ГЕРБ), ЕДИНСТВО" НДСВ) по результатам выборов правления кметства.
Кмет (мэр) общины Брусарци — Юлия Робинзонова Каменова (коалиция в составе 2 партий: Граждане за европейское развитие Болгарии (ГЕРБ), Национальное движение «Симеон Второй» (НДСВ)) по результатам выборов в правление общины.